# Salvador Toscano
Salvador Toscano Barragán (Guadalajara, Jalisco, 22 de marzo de 1872-Ciudad de México, 14 de abril de 1947), conocido como Salvador Toscano, fue un director y productor de cine mexicano. Su primer trabajo dirigido fue el cortometraje Don Juan Tenorio de 1898, con el que marcó su comienzo como el primer cineasta de México. Aunque Ignacio Aguirre debutó con Riña de hombres en el Zócalo en 1897, la primera cinta mexicana, Toscano se volvió el primer realizador mexicano debido a que a diferencia de su contemporáneo, él si continuó desempeñándose como director.

## Biografía y carrera
Toscano nació en 1872 en Guadalajara, Jalisco. Debido a la muerte de su padre Esteban Toscano, tuvo que mudarse a Zapotlán el Grande con su madre Refugio Barragán y su hermano. Volvió a Guadalajara en donde realizó estudios en el Seminario Conciliar de esa ciudad. En 1897 se graduó de la Escuela Nacional de Ingenieros de la Ciudad de México como ingeniero topógrafo e hidrógrafo.
Leyó en la revista científica Le Nature sobre el cinematógrafo de los hermanos Lumiére. Adquirió una concesión de éstos y en octubre de 1897 inició exhibiciones en la primera sala de cine de México, ubicada en el número 17 de la calle Jesús María, de Ciudad de México. En esta sala exhibió películas tempranas famosas como Asalto y robo de un tren, Viaje a la Luna, y El Reino de las Hadas. En 1897 inauguró el Cinematógrafo Lumiere, una sala de exhibición en el número 9 de la entonces calle de Plateros, hoy Avenida Madero.
Empezó su carrera cinematográfica filmando escenas locales en México y acontecimientos noticiosos. Algunos títulos de cortometrajes pioneros, hechos entre 1896 y 1897, era Hombres en trifulca en la plaza principal y Policía rural que monta sus caballos.
Toscano inició la producción de largometrajes en 1898, dirigiendo y produciendo sus propias películas. mayoritariamente documentales relativos a México. Fue el primer productor del un largometraje en México. una ficción basada en el personaje de Don Juan Tenorio. La película fue filmada en 1898 protagonizada por el actor mexicano Paco Gavilanes.
Toscano prosiguió su carrera como un documentalista. Filmó la Revolución mexicana y la mayoría de sus películas fueron sobre este tema.
Tuvo un rival llamado Enrique Rosas, quien también produjo películas en México al mismo tiempo. Para 1892 muchas salas de cine habían sido construidas en la Ciudad de México y dentro unos cuantos años muchas más en otras partes del país. Toscano filmó su última película en 1921. En 1907 inauguró el Museo de diversiones Olimpia en Guadalajara, que contenía una sala de cine y diversas atracciones.
Su hija Carmen tomó muchas escenas de sus películas documentales sobre la Revolución Mexicana y las republicó bajo el título de Memorias de un mexicano en 1950. Las escenas fueron filmadas por Toscano entre 1897 y 1923. Mucho de las imágenes fueron sobre Porfirio Díaz y los acontecimientos revolucionarios de su régimen. Esta película fue rehecha con una duración de 50 minutos y estrenada el 24 de agosto de 1950.
También realizó trabajo propagandísticos para Díaz por ejemplo El general Díaz en su paseo por el Bosque de Chapultepec. Registró también los festejos por el Centenario de la Independencia de México en 1910. Sus últimos años trabajó como ingeniero en la Dirección de Caminos de México a la par de su actividad de cineasta. 

### Muerte
Falleció en 1947 tras una larga enfermedad.

## Legado
Desde 1982 la industria cinematográfica de México ha otorgado la Medalla Salvador Toscano en reconocimiento a la contribución excepcional a la cinematografía mexicana. Desde su creación, una de las salas de la Cineteca Nacional lleva su nombre.